# Куранда (село)
Куранда́ (якут. Кураанда) — село в Олёкминском районе Республики Саха (Якутия) России. Входит в состав Мальжагарского наслега.

## География
Село находится на расстоянии 11 км от Олёкминска, административного центра района.

## Население
| 2002 | 2010 | 2021 |
| ---- | ---- | ---- |
| 14   | ↘9   | ↘8   |